# Orsotriaena jopas
Orsotriaena jopas är en fjärilsart som beskrevs av William Chapman Hewitson 1864. Orsotriaena jopas ingår i släktet Orsotriaena och familjen praktfjärilar. Inga underarter finns listade i Catalogue of Life.